# Élections législatives allemandes de 1878
Les élections législatives allemandes de 1878 pour le Reichstag de l'Empire allemand ont lieu le 30 juillet 1878. Elles sont connues sous le nom « élections des attentats » à cause des circonstances. La participation est d'environ 63,4 %, ce qui est très légèrement plus élevée qu'aux précédentes élections.
Ces élections sont donc marquées par la tentative d'attentat que vient de perpétrer le plombier Max Hödel contre l'Empereur Guillaume Ier le 11 mai 1878. Le chancelier impérial Otto von Bismarck décide en réaction de proposer l'interdiction de la social-démocratie. La majorité libérale au parlement rejette cette proposition, la considérant comme étant anticonstitutionnelle.
Un second attentat contre l'Empereur a lieu le 2 juin 1878. Le terroriste Karl Nobiling parvient à blesser le souverain, cela émeut la population et met sous pression les partis politiques modérés. En conséquence le Bundesrat en accord avec l'Empereur décide conformément à l'article 24 de la constitution bismarckienne de dissoudre le Reichstag le 11 juin. Le chancelier n'est bien entendu pas étranger à cette décision. Le parti national-libéral bascule alors dans le camp de ceux voulant lutter contre la social-démocratie de manière législative et policière.
La campagne est menée autour du thème des lois antisocialistes par les conservateurs qui soutiennent la politique de Bismarck. Le congrès de Berlin, qui se tient deux semaines avant les élections, permet également au chancelier d'augmenter son prestige.
Les élections sont clairement remportées par les conservateurs. Les libéraux au contraire y essuient un échec. Les sociaux-démocrates quant à eux perdent des sièges.
Les lois antisocialistes sont finalement votées à 221 voix pour, apportées par les conservateurs et les nationaux-libéraux, et 149 contre, constituées par les membres du Zentrum, les progressistes et logiquement les sociaux-démocrates qui malgré cette loi ont le droit de conserver leurs sièges au Reichstag.
La législature est également marquée par le nouveau tarif douanier protectionniste de juillet 1879 voté par le Zentrum et les conservateurs. Les nationaux-libéraux votent en ordre dispersé sur le sujet, le parti perd de nombreux éléments par la suite, que ce soit de son aile droite ou gauche. Les dissidents de cette dernière aile forment ensuite l'union libérale. Les ministres prussiens libéraux Adalbert Falk, Karl Rudolf Friedenthal et Arthur Johnson Hobrecht démissionnent. Les libéraux de gauche, partisans du libre-échange et emmené par Eugen Richter, votent quant à eux clairement contre le nouveau tarif douanier. La loi est votée par 217 voix à 117. Cette loi a été réclamée principalement par le groupe d'intérêt de la fédération centrale des industriels allemands et celui des agriculteurs, qui a beaucoup d'influence sur les partis conservateurs. Elle est donc le produit d'une « alliance entre le seigle et le fer ».
Cette loi marque un tournant politique pour le chancelier Bismarck, qui abandonne les libéraux pour s'allier aux conservateurs et se rapprocher des centristes. Ce faisant, la politique du Kulturkampf est progressivement abandonné au grand dam des premiers.

## Résultats
| Famille politique | Famille politique | Parti | Parti                    | Voix       | Voix   | Voix             | Sièges | Sièges | Sièges          |
| Famille politique | Famille politique | Parti | Parti                    | en million | en %   | comparées à 1877 | en nb  | en %   | comparés à 1877 |
| ----------------- | ----------------- | ----- | ------------------------ | ---------- | ------ | ---------------- | ------ | ------ | --------------- |
| Conservateurs     | Conservateurs     |       | Conservateur             | 0,749      | 13,0 % | +3,3 %           | 59     | 14,9 % | +19             |
| Conservateurs     | Conservateurs     |       | Conservateur libre       | 0,786      | 13,6 % | +5,7 %           | 57     | 14,4 % | +19             |
| Libéraux          | Droit             |       | National-libéral         | 1,331      | 23,1 % | -4,1 %           | 99     | 24,9 % | -29             |
| Libéraux          |                   |       | Autres libéraux          | 0,156      | 2,7 %  | +0,2 %           | 10     | 2,5 %  | −3              |
| Libéraux          | Gauche            |       | Progressiste             | 0,385      | 6,7 %  | −1,0 %           | 26     | 6,6 %  | −9              |
| Libéraux          | Gauche            |       | Populaire                | 0,066      | 1,1 %  | +0,3 %           | 3      | 0,8 %  | −1              |
| Catholiques       | Catholiques       |       | Zentrum                  | 1,328      | 23,1 % | −1,7 %           | 94     | 23,7 % | +1              |
| Socialistes       | Socialistes       |       | sociaux-démocrates (SAP) | 0,437      | 7,6 %  | −1,5 %           | 9      | 2,3 %  | −3              |
| Minorités         | Minorités         |       | Welf                     | 0,100      | 1,7 %  | +0,1 %           | 10     | 2,5 %  | +6              |
| Minorités         | Minorités         |       | Polonais                 | 0,210      | 3,6 %  | −0,4 %           | 14     | 3,5 %  | ±0              |
| Minorités         | Minorités         |       | Danois                   | 0,018      | 0,3 %  | −0,1 %           | 1      | 0,3 %  | ±0              |
| Minorités         | Minorités         |       | Alsace-Lorraine          | 0,179      | 3,1 %  | −0,6 %           | 15     | 3,8 %  | ±0              |
|                   |                   |       | Divers                   | 0,015      | 0,3 %  | −0,1 %           | -      | -      | ±0              |
| Total             | Total             | Total |                          | 5,761      | 100 %  |                  | 397    |        |                 |

## Groupes parlementaires
Lors de ces élections certains députés ne rejoignent pas le groupe parlementaire de leur parti et reste donc indépendant.
Les députés Welf rejoignent la fraction du Zentrum. Les députés sociaux-démocrates créent leur propre groupe parlementaire. Au début de la législature les groupes parlementaires ont les effectifs suivants  :
| Zentrum            | 103 |
| National-libéral   | 97  |
| Conservateur       | 59  |
| Conservateur libre | 56  |
| Progressiste       | 26  |
| Polonais           | 14  |
| Sociaux-démocrates | 9   |
| Sans fraction      | 32  |

Les changements de groupes parlementaires au cours de la législature changent les rapports de force.

### Citations
1. ↑  « Attentatswahl »
2. ↑  « Zentralverband Deutscher Industrieller »
3. ↑  « Bündnis aus Roggen und Eisen »